# Джагадекамалла II
Джагадекамалла II — імператор Західних Чалук'їв.

## Правління
Його правління позначилось повільним занепадом держави Чалук'їв. Був втрачений регіон Венгі. Разом з тим цар зберіг контроль над Хойсалами на півдні та Сеунами й Парамара на півночі.
Був покровителем писемності каннада, зокрема граматика Нагаварми II, який написав багато відомих праць, серед яких Кавіявалокана та Карнатака Бгашабгушана. Сам Джагадекамалла II був науковцем та написав санскритом Сангітасчудамані, працю з музики.